# Icukusima

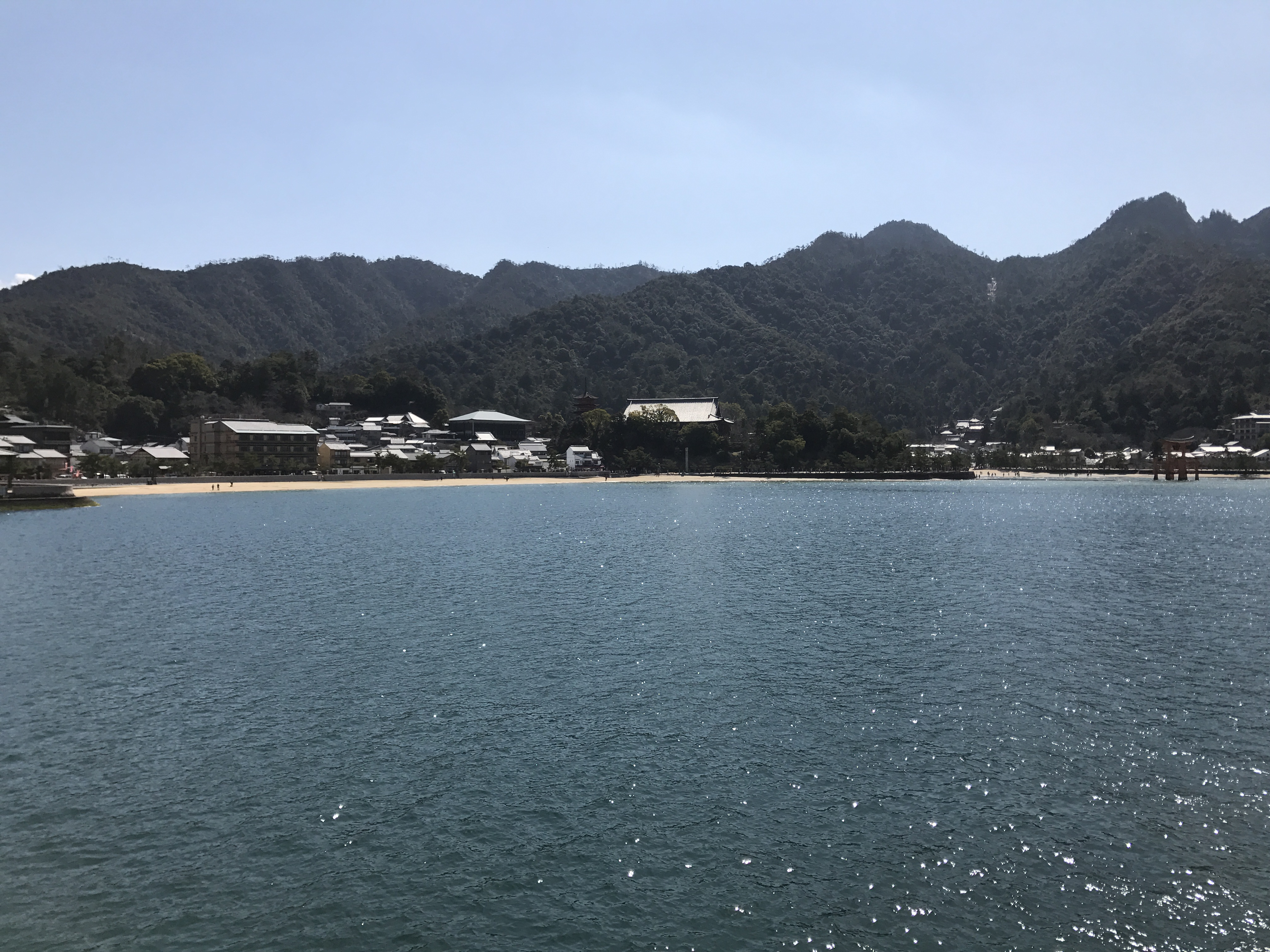
Icukusima szigete

Icukusima (厳島) egy sziget Japán beltengerének nyugati részén, a Hirosima-öböltől északnyugatra. Közismertebb neve Mijadzsima (宮島), ami japánul azt jelenti, hogy „a Szentély Szigete". A sziget egyike Japán Három Látványosságának, amelyeket Hajasi Gaho határozott meg 1643-ban. Icukusima Hacukaicsi város része Hirosima prefektúrában. A sziget része volt az egykori Mijadzsima városnak, mielőtt 2005-ben egyesült Hacukaicsivel.
Icukusima az Icukusimai szentélyről híres, ami UNESCO világörökségi helyszín. A feljegyzések szerint a szentélyt Szuiko Császárnő idején alapították. A szentély jelenlegi formájának építését Taira no Kijomori rendelte el. 1555-ben Mori Motonari legyőzte Szue Harukatát a Mijadzsimai csatában. Tojotomi Hidejosi egy hatalmas épületet építtetett a szentély feletti dombra, a Szenjo-kakut.

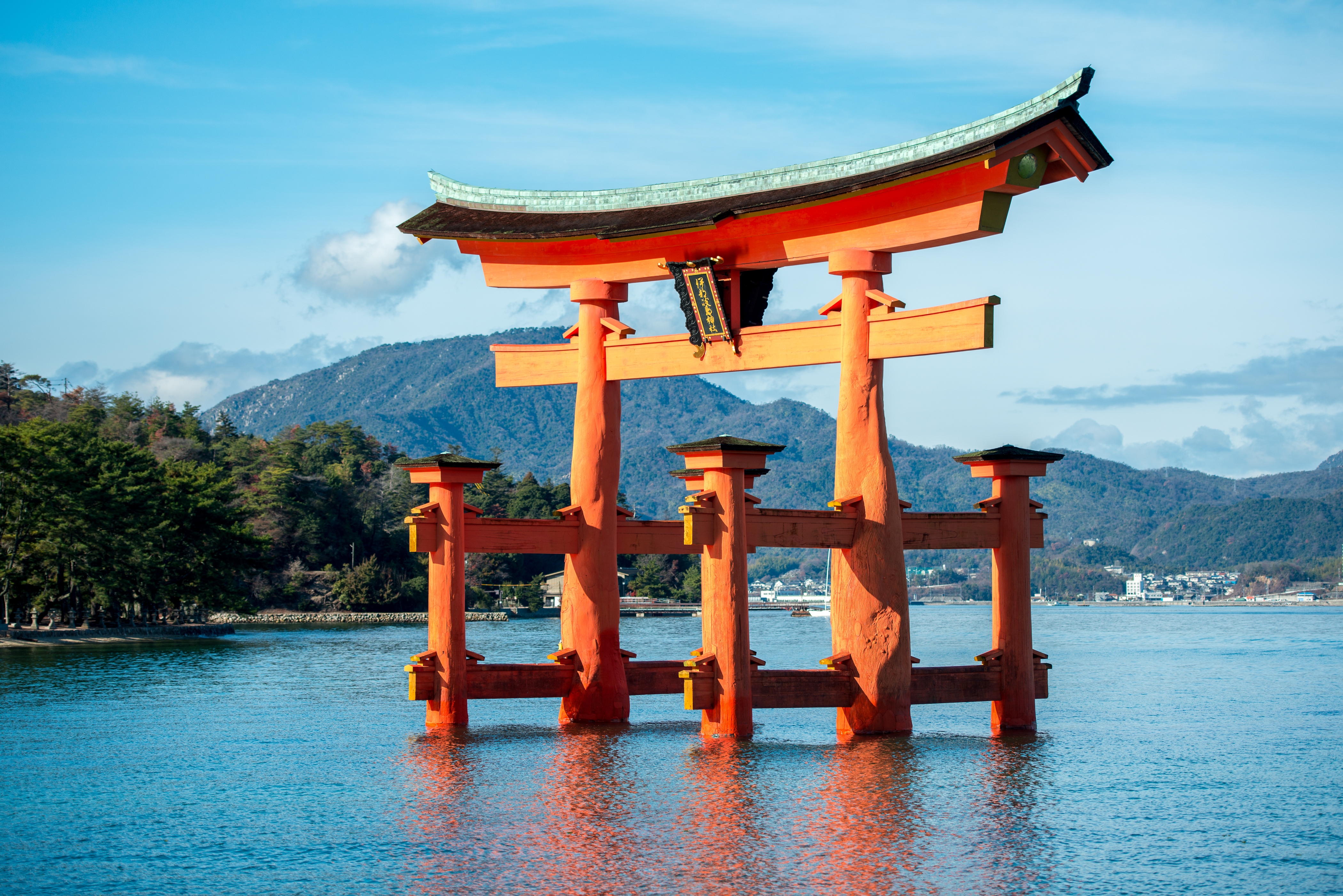
Ez a torii fogadja a látogatókat az Icukusimai szentélynél

Icukusimán számos templom található, beleértve a Tojokuni szentélyt egy ötszintes pagodával és a Daigandzsi templomot, Japán három leghíresebb Benzaiten templomának egyikét. A sziget a domb felső oldalán virágzó cseresznyefákról és az őszi juharlevél lombozatról is híres.
Icukusima szigete az őt körülvevő vizekkel együtt (Szeto-beltenger része) a Szetonaikai Nemzeti Parkon belül található. Az árapály jelenség erősen érinti ezt a tengert. Apálykor a tengerfenék egészen a sziget torii kapujáig látszik. Dagálykor a tenger betölti a korábban látszódó tengerfenéki területeket és kitölt részeket a szentély sétányai alatt.

## Elhelyezkedés és földrajz
Icukusima hegyvidékes és gyéren lakott. Van egy általános és egy középiskolája. Nincsenek közlekedési jelek. Területe csupán 30.39 négyzetkilométer, lakossága körülbelül 2000 fő. Csak kisvárosok találhatóak a szigeten egyszerű házakkal és magántulajdonban lévő üzletekkel. A sziget lakói keményen dolgoznak, hogy megőrizzék az erdőket és tiszteljék a természetet.
A JR West által üzemeltetett komp járatok és a Mijadzsima Macudai kompjai és turistahajói szállítják a forgalmat Icukusima és a fősziget között. Az út körülbelül tíz percig tart. Van egy óránkénti express személyszállító komp Hiroshima kikötőbe.
Mijadszima juhar fái egész Japánban híresek és ősszel bíborba öltöztetik a szigetet. A momidzsi mandzsu egy azuki lekvárral vagy pudinggal töltött sütemény, ami juharlevél emblémával ellátva népszerű szuvenír. Más variációk, például csokoládéval és sajttal töltöttek is kaphatóak. Mivel a szigetet szentként tisztelik, a fákat tilos kivágni. Szarvasok és majmok szabadon mozognak mindenhol. A szarvasokra szent állatként tekintenek, mert a sintó vallás szerint ők az istenek hírnökei. Szabadon sétálnak az utcákon és nem félnek a turistáktól sem.

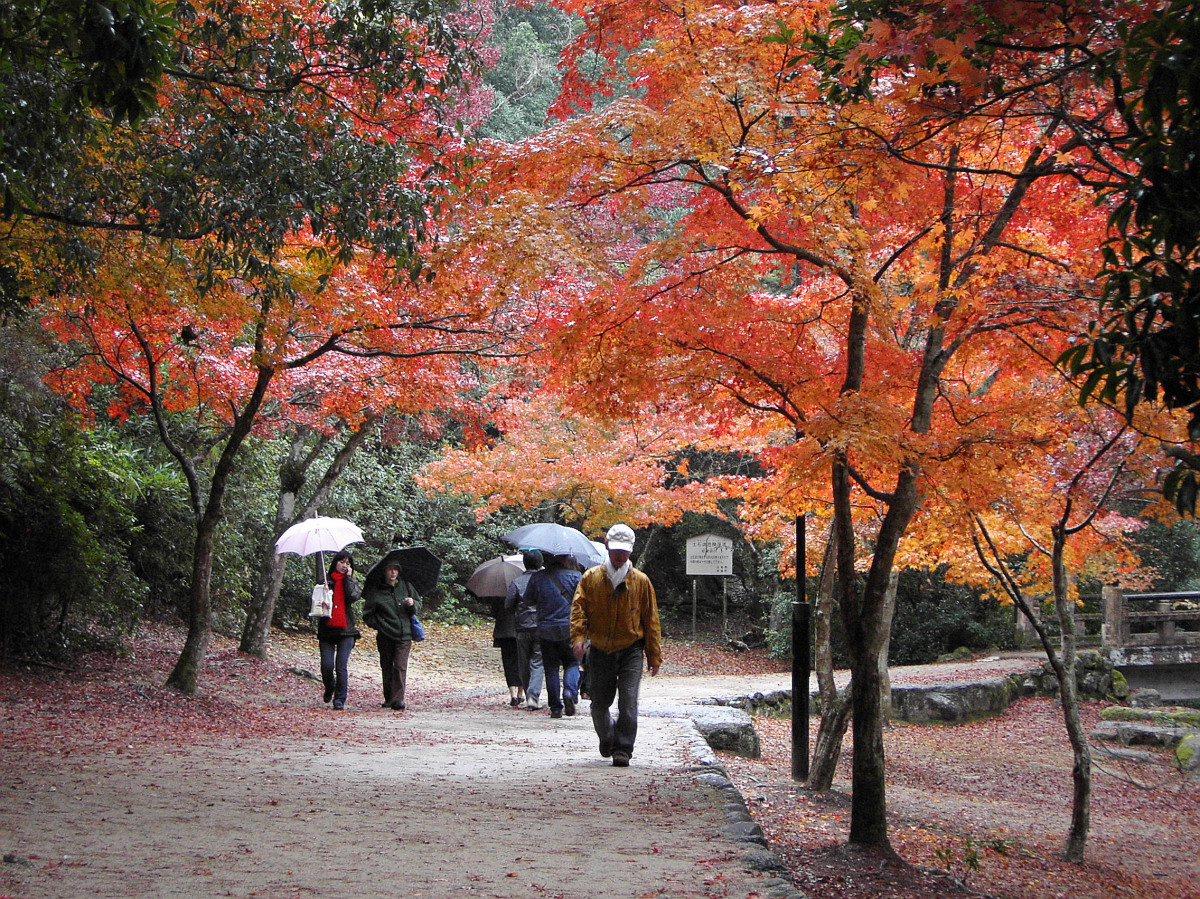
Mijadzsima őszi színei

Úgy tartják, hogy egy, a szigeten élő szerzetes találta fel a samodzsit, ami egy fából készült kanál, amit főtt rizs tálalására használnak, anélkül, hogy az ízek károsodnának. A samodzsi is népszerű ajándéktárgy, bár van pár túlméretezett darab a bevásárló negyedben.
A Miszen-hegy csúcsa, 535 méteren, a sziget legmagasabb pontja. A Mijadzsima Kötélpályán lehet feljutni egy 30 perces túrával a hegytetőre. Több látványosság is kapcsolódik a híres buddhista paphoz, a Singon buddhizmus alapítójához, Kobo Daisihez (弘法大師) (774–835) beleértve a Daiso-int a csúcs közelében.
A sziget ad otthont a Mijadzsima Botanikus Kertnek (宮島自然植物実験所 Miyajima Shizen Shokubutsu Jikkensho) az északi parton.
Az emberek gyakran eljárnak a főszigetről, hogy imádkozzanak Mijadzsima szentélyeiben és megcsodálják az erdők szépségét. Sok szentély és templom található a szigeten, mint például a Godzsu-no-to Pagoda („Öttetős Pagoda”).

## Szentélyek és templomok
Fontos megemlíteni, hogy a „szentély” kifejezés sintó, a „templom” pedig buddhista szent helyre utal.

### Icukusimai szentély
Mijadzsima híres az icukusimai szentélyről (厳島神社, Itsukushima-jinja), ami egy sintó szentély. Az első szentély feltehetőleg már a 6. században állt. A japán hagyomány a 12. századra teszi azt az újjáépítést, amit a Heike nemzetség egykori feje, Taira no Kijomori rendelt el, és amelynek a szerkezeti elrendezését a 16. században ismét újjáépített szentély mai alakja is követi. A szentély legismertebb része a díszkapu, a torii. A kapu az 1168-as építés óta áll. Kámforfából készült. A jelenlegi kapu az 1875-ös fölújítás óta változatlan. Dagály idején víz veszi körül, de apálykor az iszapos talaj látható mellette. Az épületcsoport a Világörökség része, valamint Japán egyik Nemzeti Kincse.

### Daigandzsi templom

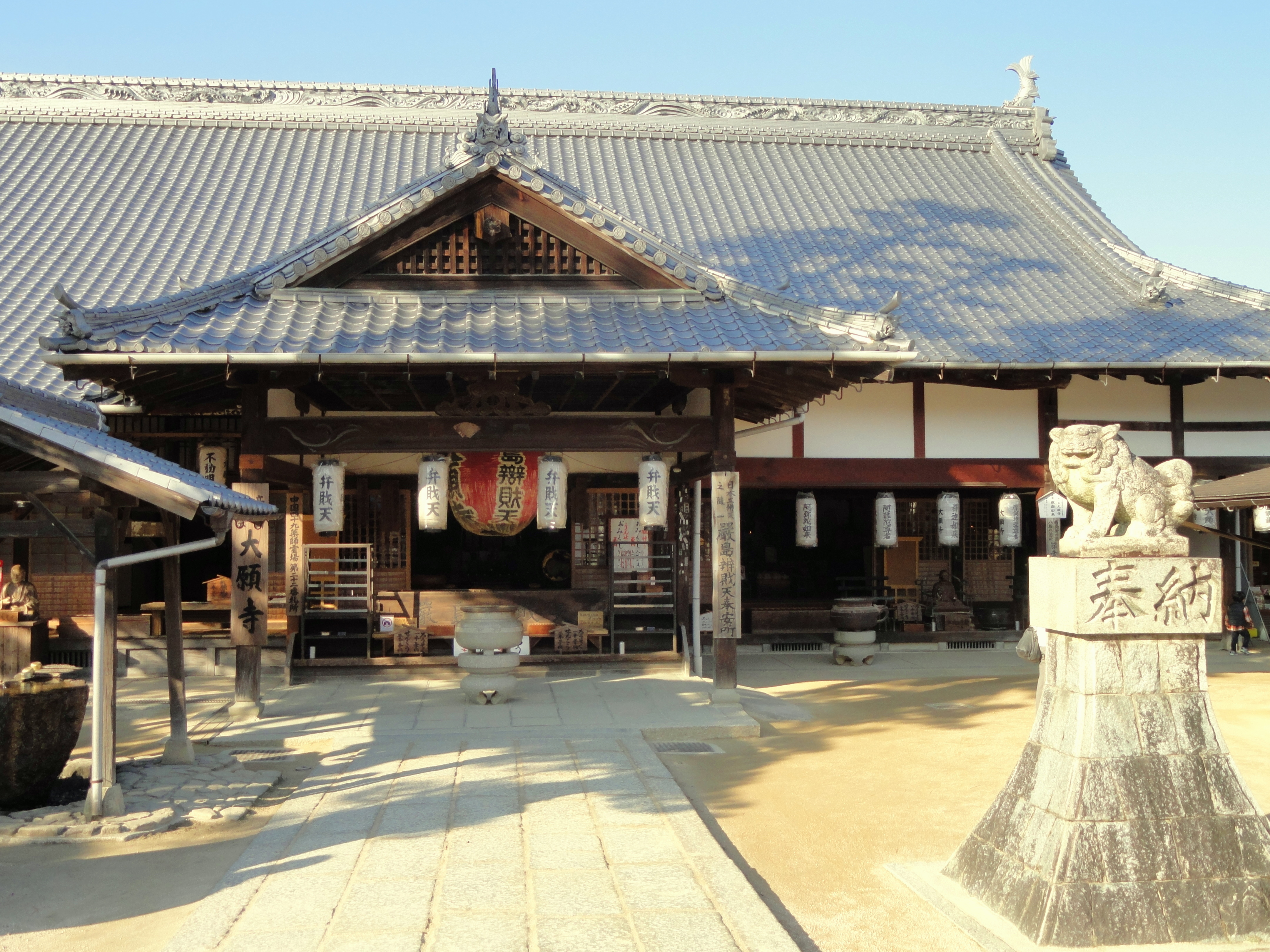
A Daigandzsi templom Mijadzsimán

Az Icukusimai szentély mellett áll a Daigandzsi templom, amit Benzaiten istennőnek és még három, a Singon buddhizmus számára fontos istenségnek szenteltek. Benzaiten a hindu Szaraszvati istennőtől eredeztethető. Ő az ékesszólás, a zene, a művészetek, a vagyon és a tudás istennője. A templom másik három buddhája Gautama Buddha, továbbá a bölcsesség, valamint a könyörületesség buddhái.
A Daigandzsi egyike Japán három leghíresebb Benzaiten templomainak, Enosima Benzaiten (Kanagava) és Csikubudzsima Benzaiten (Siga) templomok mellett. A Benzaitent minden évben csak egyszer, Június 17-én nyitják meg a nyilvánosságnak. Ezen a napon nagy fesztivált rendeznek és az emberek a régióból meglátogatják a templomot és imádkoznak.
A Daigandzsi pontos építési dátuma ismeretlen. A Kamakura-korban, 1200 körül építették újjá. Az Icukusimai szentély és  Daigandzsi templom építési időpontja a becslések szerint a 6. századra vagy későbbre tehető, valamint az Icukusimai szentély létezését 9. századi japán szövegek már bizonyítják. A Nihon Koki megerősíti a mijadzsimai épületek szentségét a Heian-korban (794-1184).

### Daisó-in templom
A Daisó-in egy történelmi templom a Miszen-hegyen, a sziget szent hegyén. Csúgoku 33 Kannon Zarándokhelyei közül a 14-dik, és híres a juhar fáiról, valamint az őszi színekről. Úgy is nevezik, hogy „Szuisó-dzsi”. Mint a Singon buddhizmus Omuro ágának székhelye, ez a legfontosabb templom Mijadzsimán. A templom felelt az Icukusimai szentélyért, amíg a Meidzsi-restauráció megtiltotta az egyeztetést a sintó és a buddhizmus között 1868-ban.

### Szendzsokaku (Tojokuni szentély)

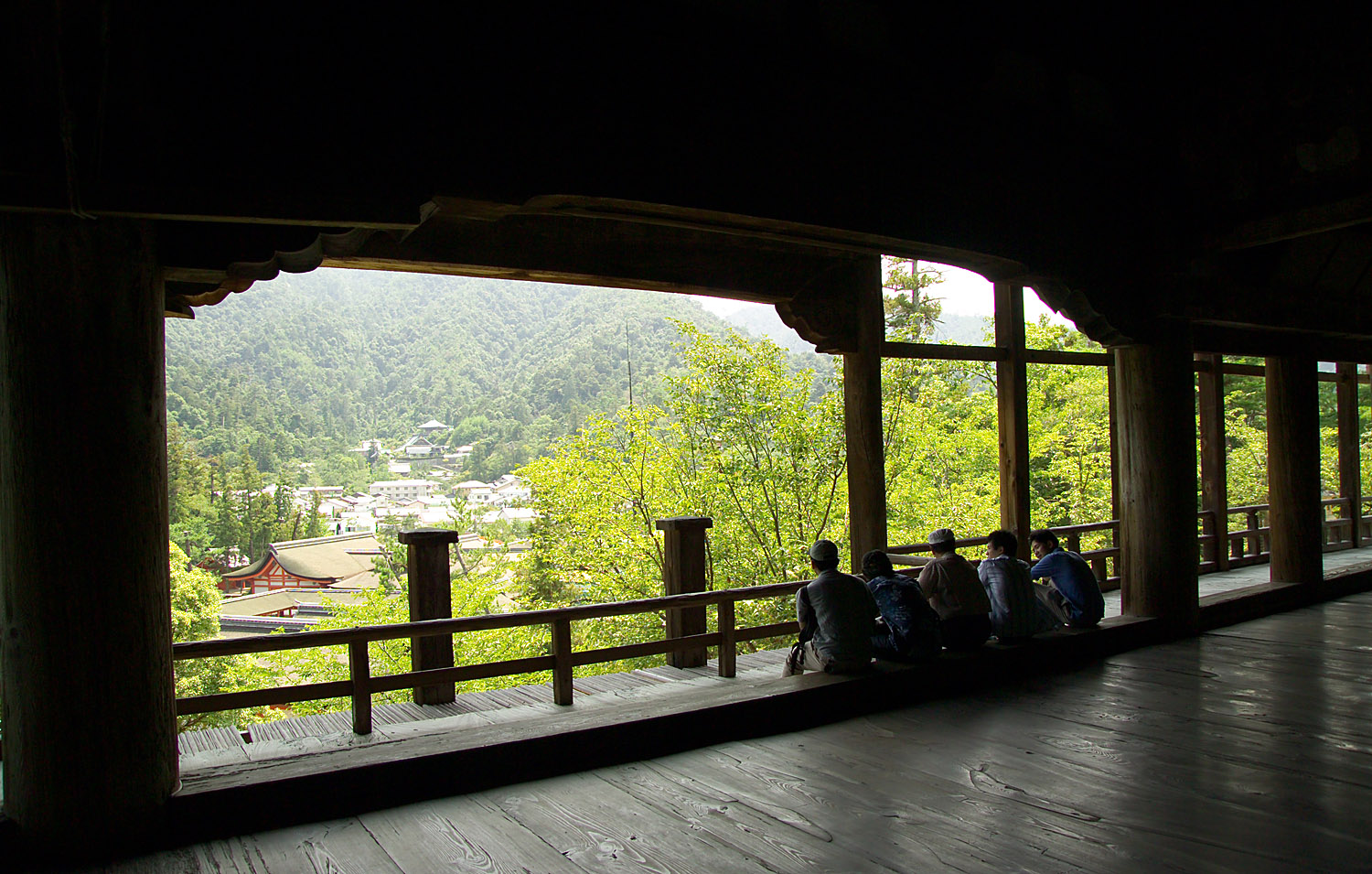
Tojotomi Hidejosi Szendzsokakuja Taira no Kijomori Icikusimai szentélyére néz

A Szendzsokaku (szó szerint „1000 szőnyeg pavilonja”) Mijadzsima legnagyobb épülete. Tojotomi Hidejosi kezdte el a szentély építését, mint Szenbu-kjo szútrák tárolására alkalmas buddhista könyvtár. Hidejosi 1598-ban meghalt és az építkezést nem fejezték be. Eredetileg Amida Buddhát és két buddhista szentet, Anant és Kaso-szonját tisztelték a templomban, egészen a Meidzsi-restaurációig, amikor a templomot sintó szentéllyé alakították Tojotomi Hidejosi tiszteletére. Számos fogadalmi kép, melyek korábban az Icukusimai szentély falain lógtak, a Meidzsi-restauráció óta a Szendzsokaku csarnokában találhatók meg.

### Ötememetes Pagoda (Godzsunoto)

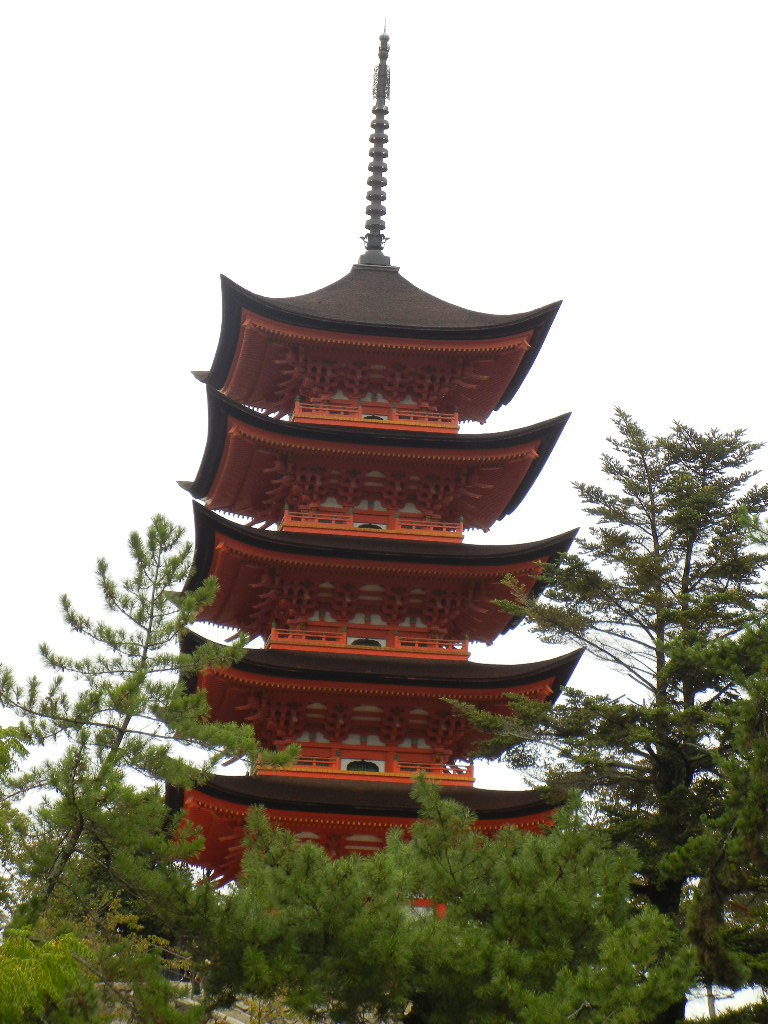
Ötemeletes Pagoda az Icukusimai szentélynél

Az Ötemeletes Pagoda 1407-ben épült és Jakusi Nyorai Zazo, az orvostudomány buddhájának szobrát őrzi, amiről úgy tartják, hogy maga Kóbó Daisi készítette. Mellette még Fugen Boszacu (könyörületesség buddha) és Mondzsu Boszacu (bölcsesség buddha) tárgyakat is őriznek. Ezek a Meidzsi-reformáció alatt a Daigandzsi templomba lettek áthelyezve.

## Galéria

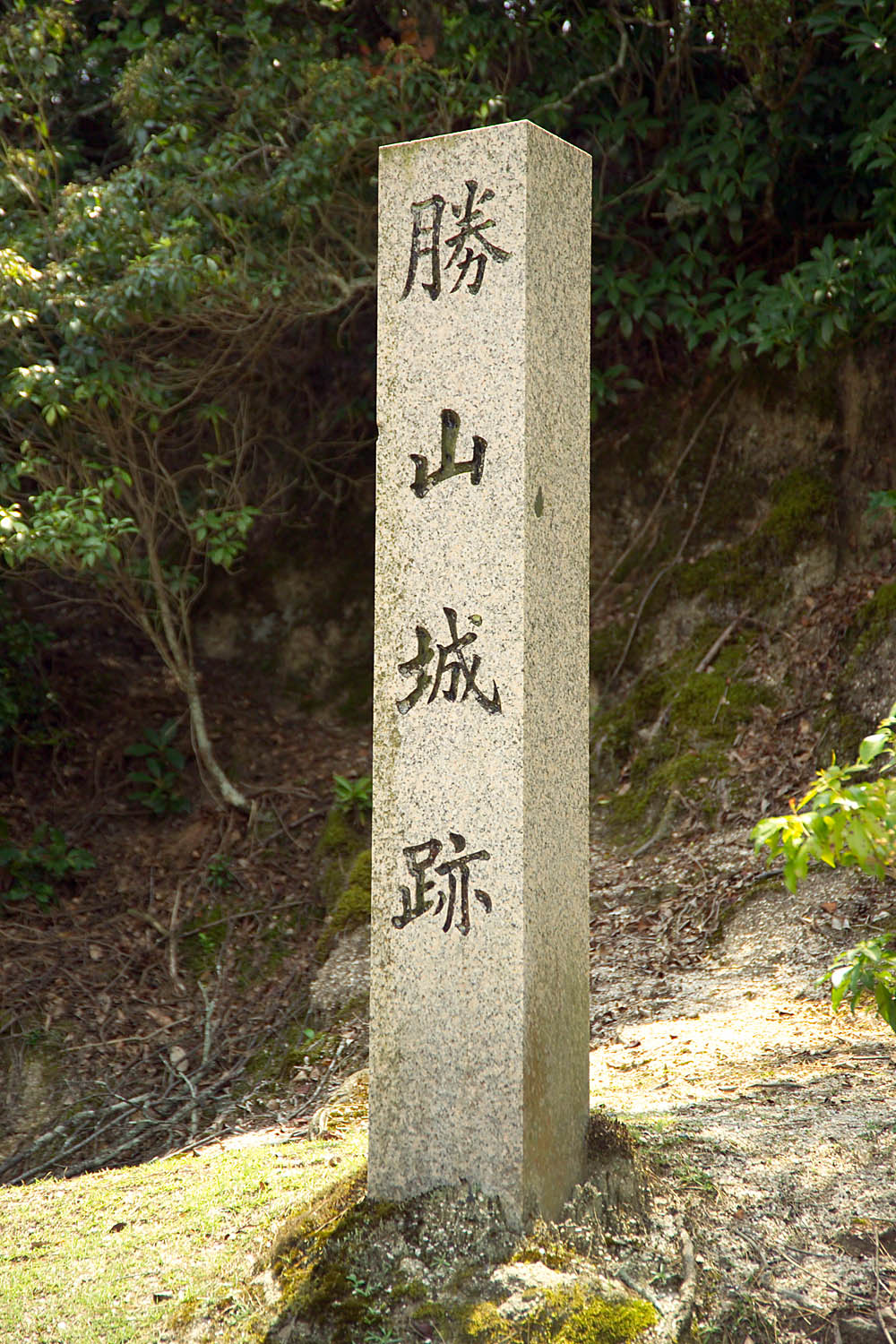
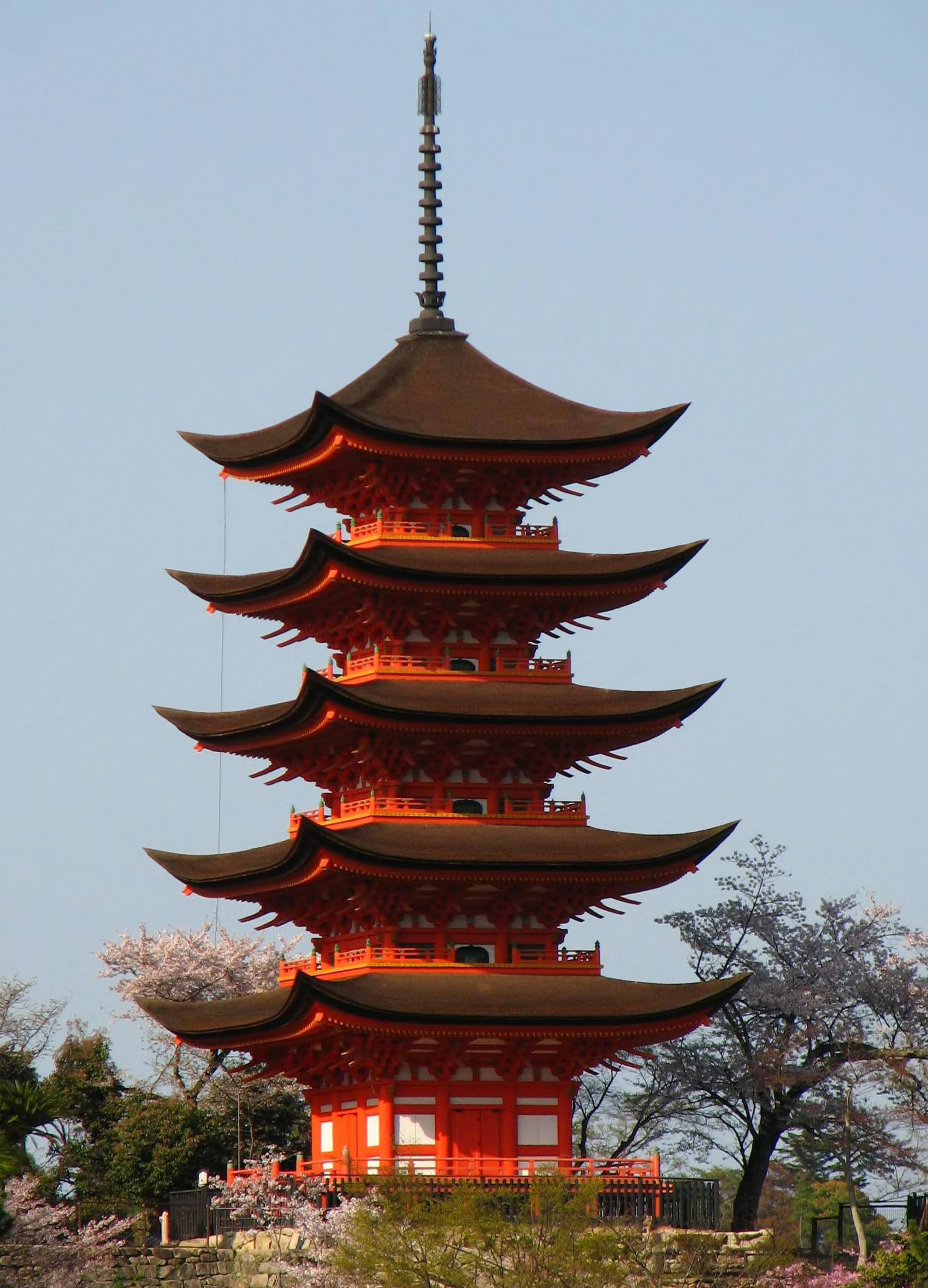
Ötemeletes Pagoda
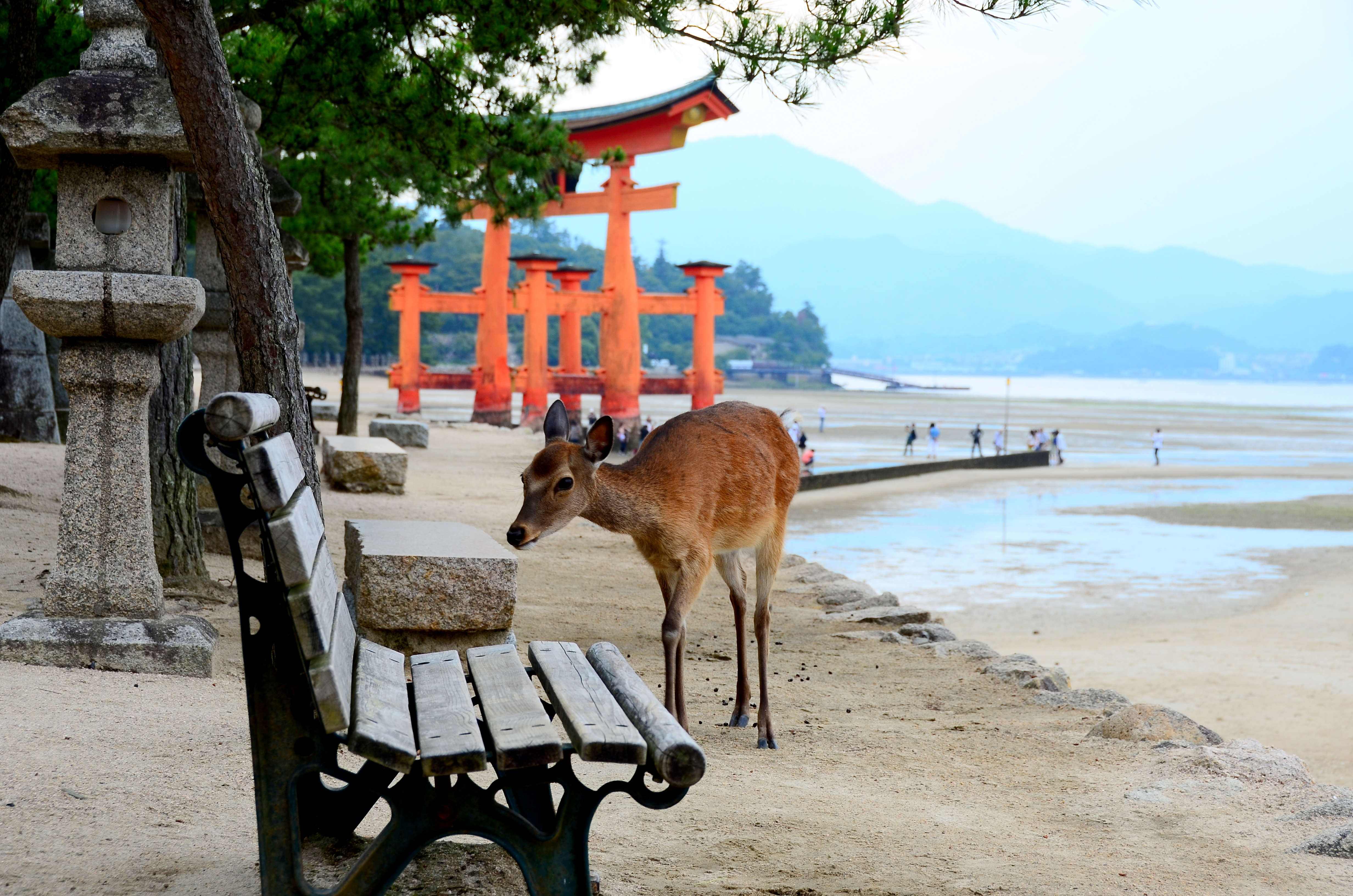
Szarvas a torii kapu közelében
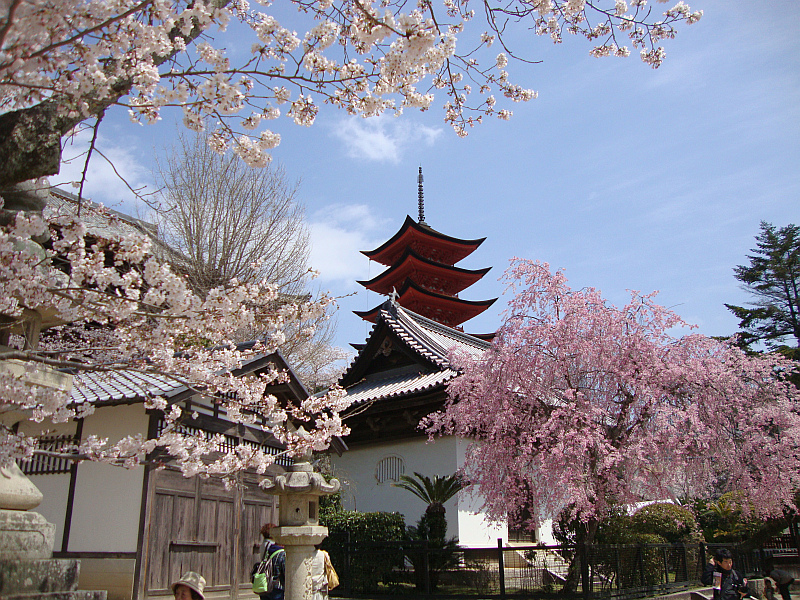
Cseresznyevirágzás a Szendzsokaku mellett
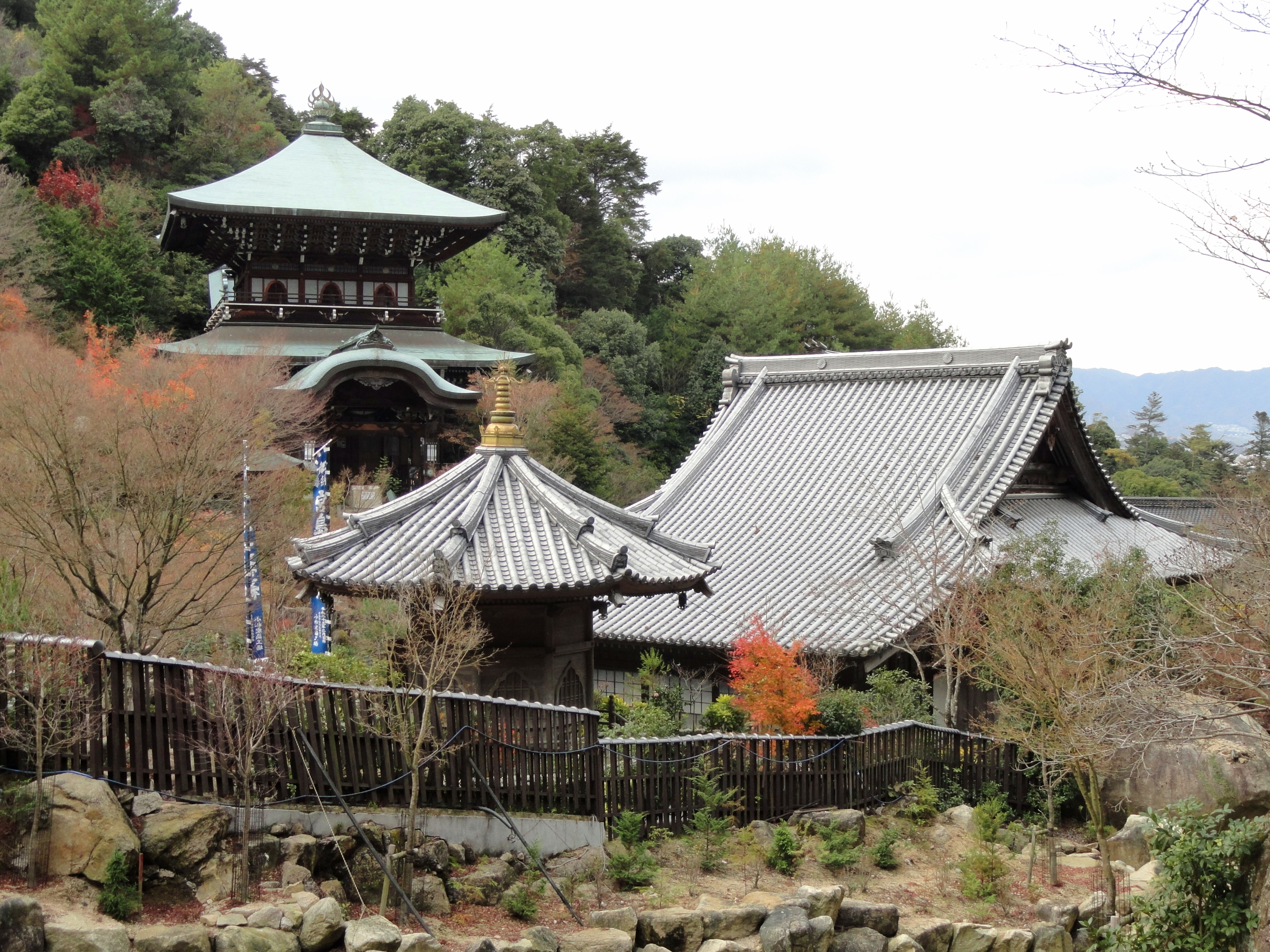
Daisó-in

## Fordítás
- Ez a szócikk részben vagy egészben  az   Itsukushima című angol Wikipédia-szócikk ezen változatának fordításán alapul.  Az eredeti cikk szerkesztőit annak laptörténete sorolja fel. Ez a jelzés csupán a megfogalmazás eredetét és a szerzői jogokat jelzi, nem szolgál a cikkben szereplő információk forrásmegjelöléseként.